# أوسكار هامرن
أوسكار هامرن (19 سبتمبر 1891 – 10 أبريل 1960) هو سبّاح سويدي راحل، مثّل بلاده في الألعاب الأولمبية الصيفية 1912.

## روابط خارجية
أوسكار هامرن على موقع أوليمبيديا (الإنجليزية)
- أوسكار هامرن على موقع اللجنة الأولمبية السويدية (السويدية)